# Грађанске куће у ул. Кнез Михаиловој бр. 46, 48 и 50 у Београду
Грађанске куће у Ул. Кнез Михаиловој бр. 46, 48 и 50, у Београду представљају ретко сачуван јединствени спојени блок зграда, карактеристичан је за архитектуру и урбанизам Београда седамдесетих година 19. века. Као целина имају статус непокретног културног добра као споменик културе.

## Историја и архитектура
Саграђене истовремено, у периоду од 1869. до 1870. године, ове куће стамбено-пословне намене спадају међу прве подигнуте зграде у новопројектованој улици по Регулационом плану Емилијана Јосимовића из 1867. године. Оне су део значајног трговачког центра Кнез Михаилове улице и најизразитији документ из времена његовог настајања после плански проведене реконструкције старе вароши.
Обликоване су еклектички у тада савременом духу историјских стилова, претежно са елементима романтизма и неоренесансе. У развоју београдске архитектуре означавају напуштање бондручне конструкције и балканске традиције и прихватање савремених европских грађевинских конструкција и архитектонских стилова, као одраз социјалних и културних промена.